# ジョン・エヴァンス (第5代カーベリー男爵)
第5代カーベリー男爵ジョン・エヴァンス（英語: John Evans, 5th Baron Carbery、1738年 – 1807年3月4日）は、アイルランド貴族。

## 生涯
第2代カーベリー男爵ジョージ・エヴァンスとフランシス・フィッツウィリアム（Frances Fitzwilliam、1789年7月30日没、第5代フィッツウィリアム子爵リチャード・フィッツウィリアムの娘）の息子として、1738年に生まれた。
1759年4月15日、エマ・クロウ（Emma Crowe、1806年1月6日没、ウィリアム・クロウの娘）と結婚、1男3女をもうけた。
- エミリー・フランシス（1759年12月7日 – 1771年[2]）
- ジョン・ウィリアム（1763年3月31日 – 1805年[2]）
- フランシス・ドロシア（1764年7月3日 – 1843年8月26日） - 1789年8月14日、ウィリアム・プレストン（英語版）と結婚[2]
- マリア・ジュリアナ（1769年9月29日 – 1847年6月[3]） - 1796年2月12日、トマス・バリー（Thomas Barry）と結婚[2]

1804年12月31日に兄ジョージの息子ジョージが死去すると、カーベリー男爵位を継承した。
1807年3月4日にダブリンで死去、叔父ジョンの息子ジョンの息子ジョンが爵位を継承した。